# قائمة أعداد المغامرون الخمسة

## قائمة الأعداد
| العام: 1 في السلسلة: 1 | | |                                         |
| معلومات عامة | | |                                         |
| الاسم: لغز الكوخ المحترق | الاسم: لغز الكوخ المحترق                                                                                              | الجريمة: احتيال للحصول على التأمين                                                                                    | المكان (الموقع):المعادي (كوخ حنبلي)     |
| الشخصيات | | |                                         |
| الضيوف: حنبلي، عيشة:عاملة تنظيفات في منزل حنبلي، فاطمة:طباخة حنبلي، عتيق:باحث في المخطوطات القديمة، حامد:مساعد حنبلي. | الضيوف: حنبلي، عيشة:عاملة تنظيفات في منزل حنبلي، فاطمة:طباخة حنبلي، عتيق:باحث في المخطوطات القديمة، حامد:مساعد حنبلي. | الضيوف: حنبلي، عيشة:عاملة تنظيفات في منزل حنبلي، فاطمة:طباخة حنبلي، عتيق:باحث في المخطوطات القديمة، حامد:مساعد حنبلي. | الشرطة: الشاويش علي (فرقع)، المفتش سامي |
| مختصر: نشب حريق في كوخ حنبلي فيهرع المغامرون الأربعة (محب ونوسة وعاطف ولوزة) لمعرفة الحادث، وهناك يتعرفون على (تختخ) المُغامر الخامس معهم، فيبدأون بالبحث لمعرفة سبب نشوب الحريق وتقودهم الأحداث إلى كون العمل مفتعلاً، فيضعون قائمة للمشتبه بهم، ويبدأون عملية البحث التي تنتهي باكتشاف أن حنبلي قد باع المخطوطات وافتعل الحريق للحصول على التأمين. | | |                                         |

| العام: 2 في السلسلة: 2 |                                            |                                            |                                        |
| معلومات عامة |                                            |                                            |                                        |
| الاسم: لغز البيت الخفي | الاسم: لغز البيت الخفي                     | الجريمة: سرقة وتفكيك وبيع سيارات           | المكان (الموقع):المعادي (التل الأخضر)  |
| الشخصيات |                                            |                                            |                                        |
| الضيوف: جلال(1)، عشماوي: صاحب مغسلة سيارات | الضيوف: جلال(1)، عشماوي: صاحب مغسلة سيارات | الضيوف: جلال(1)، عشماوي: صاحب مغسلة سيارات | الشرطة: الشاويش علي (فرقع)،المفتش سامي |
| مختصر: يقوم جلال بزيارة عمه الشاويش فرقع في المعادي، ويدخل ليتعرف المغامرين الخمسة الذين اتفقوا على مقلب لجلال، فقاموا بتزوير بعض الأدلة وتأليف قصة عن عصابتي خطف وسرقة، لكن ذلك قاد جلال عن طريق المصادفة للاصطدام بعصابة سرقة وتفكيك وبيع سيارات. قامت العصابة بخطف جلال واحتجازه في القصر الخفي،(2) ومن ثم يتسلل تختخ وعاطف ومحب إلى القصر، ويتحققون من وجود جلال ومن نشاط العصابة، ثم يخرجون ويخبرون المفتش سامي الذي يقبض على العصابة. |                                            |                                            |                                        |

| العام: 3 في السلسلة: 3 |                                                                                         |                                                                                         |                                                 |
| معلومات عامة |                                                                                         |                                                                                         |                                                 |
| الاسم: لغز العقد المفقود | الاسم: لغز العقد المفقود                                                                | الجريمة: سرقة مجوهرات                                                                   | المكان (الموقع):المعادي (الكازينو - متحف الشمع) |
| الشخصيات |                                                                                         |                                                                                         |                                                 |
| الضيوف: الرجل العجوز: متشرد ثقيل السمع يعيش في المعادي، ذو الأذن المثقوبة: زعيم العصابة | الضيوف: الرجل العجوز: متشرد ثقيل السمع يعيش في المعادي، ذو الأذن المثقوبة: زعيم العصابة | الضيوف: الرجل العجوز: متشرد ثقيل السمع يعيش في المعادي، ذو الأذن المثقوبة: زعيم العصابة | الشرطة: الشاويش علي (فرقع)، المفتش سامي         |
| مختصر: يُخبر المُفتش سامي المغامرين الخمسة بوجود عصابة خطيرة تقوم بسرقة المجوهرات ليقرروا مساعدة الشرطة والبحث عن السارق الموجود في المعادي، وتبدأ المغامرة بتتبع الشاويش فرقع الذي كان يجلس في الكازينو ليراقب الرجل العجوز، حيث يشك بكونه صلة الوصل بين أفراد العصابة، مع متابعة الشاويش فرقع وبعد مجموعة من الأحداث في متحف الشمع، يقرر تختخ التنكر وأخذ دور الرجل العجوز و تستمر الأحداث ليتم إثبات صلته بالعصابة والقبض على أفرادها، ويبقى في النهاية رأس العصابة طليقاً، وهو ذو الأذن المثقوبة، ويُشار إليه بالشخص صاحب الرقم 3 أيضاً، ولكن الشاويش فرقع يتمكّن من القبض عليه في النهاية بمساعدة تختخ، من دون التمكن من إيجاد العقد المسروق، الذي تجده لوزة مُخبأ ضمن مجوهرات كليوباترا في متحف الشمع. |                                                                                         |                                                                                         |                                                 |

| العام: 4 في السلسلة: 4 |                                                         |                                                         |                                         |
| معلومات عامة |                                                         |                                                         |                                         |
| الاسم: لغز الشبح الأسود | الاسم: لغز الشبح الأسود                                 | الجريمة: سرقة منازل                                     | المكان (الموقع):المعادي (القصر المهجور) |
| الشخصيات |                                                         |                                                         |                                         |
| الضيوف: أفراد العصابة، العدد:2. زعيم العصابة: كمال كامل | الضيوف: أفراد العصابة، العدد:2. زعيم العصابة: كمال كامل | الضيوف: أفراد العصابة، العدد:2. زعيم العصابة: كمال كامل | الشرطة: الشاويش علي (فرقع)، المفتش سامي |
| مختصر: يقوم تختخ بتعليم المغامرين الأربعة كيفية استخدام الحبر السري لكتابة الرسائل، كما يقومون بشراء بعض أدوات التنكر، ومن ثم يتنكر كل تختخ وعاطف بشكل ولد مُشرد ثم يقومون بالمزاح مع الشاويش فرقع بكتابة رسالة بالحبر السري إليه، وعندما يطارد الشاويش عاطف المتنكر، يهرب إلى حديقة قصر مهجور، ويتسلق شجرة فيه هرباً من الشاويش، فيرى من نافذة القصر شبحاً أسود له عين واحدة. يخبر عاطف المغامرين برؤيته للشبح، فيقرر تختخ دخول القصر للتحقق من ذلك، ويدخل متنكراً بزي الولد المشرد إلى القصر عبر باب سري موجود في الحديقة ويصل إلى غرفة قديمة فيه، ولكنه ينام فيها، ليمسك به أفراد العصابة ويجبرونه على كتابة رسالة يدعو فيها المغامرين للقدوم إلى القصر من أجل إلقاء القبض عليهم والتخلص منهم، لكن تختخ يستخدم مهارته والحبر السري ليوصل رسالة إلى المغامرين لاستدعاء المفتش سامي، تنجح الخطة ويجري القبض على كل أفراد العصابة. |                                                         |                                                         |                                         |

| العام: 5 في السلسلة: 5 | | |                                                    |
| معلومات عامة | | |                                                    |
| الاسم: لغز المنزل رقم 98 | الاسم: لغز المنزل رقم 98 | الجريمة: سرقة أعمال فنيّة | المكان (الموقع):المعادي (كورنيش النّيل فيلا رقم 98) |
| الشخصيات | | |                                                    |
| الضيوف: شحتة: بواب الفيلا رقم 98، نظيمة: زوجة شحتة، سيد السبع: يعمل في التمثيل، ثريّا: زوجة سيد السبع وتعمل في التمثيل، نور: صاحب الفيلا رقم 96 | الضيوف: شحتة: بواب الفيلا رقم 98، نظيمة: زوجة شحتة، سيد السبع: يعمل في التمثيل، ثريّا: زوجة سيد السبع وتعمل في التمثيل، نور: صاحب الفيلا رقم 96 | الضيوف: شحتة: بواب الفيلا رقم 98، نظيمة: زوجة شحتة، سيد السبع: يعمل في التمثيل، ثريّا: زوجة سيد السبع وتعمل في التمثيل، نور: صاحب الفيلا رقم 96 | الشرطة: الشاويش علي (فرقع)، المفتش سامي            |
| مختصر: يقوم المغامرون الأربعة ومعهم زنجر بالذهاب إلى محطّة القطار في المعادي لاستقبال تختخ، ويلتقون هُناكَ بالمصادفة بثريّا وزوجها، ليكتشفوا في اليوم التالي أنّهُما يتزعمان عصابةً لسرقةِ الأعمال الفنيّة، وقد سرقا لوحةً فنيّة تقدرُ قيمتُها بحوالي عشْرة آلاف جنيه. يتعرّف المغامرون على منزل العصابة الأخير في المعادي، وعلى البوّاب شحتة وزوجته نظيمة اللّذان استمرا برعاية كلبة ثريّا "بوبيتا"؛ ثُمّ يضع المغامرون الخمسة البيتَ تحت مُراقبة صديقهم نور الذي يسكنُ في المنزل المُجاور، ويقومُ بدوره بتسجيل كل ما يحصل في الفيلا ليُخبرَ المغامرين به لاحقاً. يتنكّر تختخ بشخصيّات مُختلفة آخرُها شخصيّة شحتة، ويدخل إلى الفيلا عدّة مرات لمحاولة حلّ اللغز، ليصطدمَ وهو مُتنكّرٌ بشخصيّة شحتة بشحتة الأصليّ نفسه، فيدورُ بينهما حديثٌ قصيرٌ، يُساعد تختخ ليعرفَ أن السيّد سبع يلعب دور شحته مُتنكراً، ويُخبر تختخ المفتش سامي بذلك ليأتي ويلقي القبض على العصابة ويستعيدُ اللوحةَ المسرُوقة التي تكون مُخبأةً في سلة كلبة ثُريّا بوبيتا. | | |                                                    |

| العام: 6 في السلسلة: 6 | | |                                         |
| معلومات عامة | | |                                         |
| الاسم: لغز الألغاز | الاسم: لغز الألغاز | الجريمة: سرقة وخطف | المكان (الموقع):المعادي (شارع رقم 93)   |
| الشخصيات | | |                                         |
| الضيوف: قاسم: مواطن كويتي في زيارة إلى المعادي، شاكر: رجل عجوز أعمى يسكن في الشارع 93، هدى: ابنة أخ شاكر، عوض: قريب شاكر | الضيوف: قاسم: مواطن كويتي في زيارة إلى المعادي، شاكر: رجل عجوز أعمى يسكن في الشارع 93، هدى: ابنة أخ شاكر، عوض: قريب شاكر | الضيوف: قاسم: مواطن كويتي في زيارة إلى المعادي، شاكر: رجل عجوز أعمى يسكن في الشارع 93، هدى: ابنة أخ شاكر، عوض: قريب شاكر | الشرطة: الشاويش علي (فرقع)، المفتش سامي |
| مختصر: يتعرّف المغامرون الخمسة على رجل يدعى قاسم يقوم بزيارة لأخته الّتي تسكن في شارع 93 حيث يكتشفون حصول سرقة في المنزل المقابل لمنزل أخت قاسم، الّذي يقدّم بدوره لائحة للأشخاص الذين قاموا بزيّارة المنزل في ذلك اليوم، حيث يتابعهم المغامرون الخمسة؛ ليكتشفوا في النّهاية أن هدى مختفيّة بعدما قام الشّاويش فرقع بإتهامها بالسّرقة والهرب، ثم تزداد الأمور تعقيداً باختفاء أثاث المنزل بعد يوم واحد فقط. يتابع تختخ حل اللغز، ليكتشف أنَّ النّقود ما زالت في المنزل مخبأة في السّتائر، وأنَّ عوض قد طلب من شركة لنقل الأثاث خطف الفتاة وسرقة الأثاث الموجود في المنزل لعلّه يجد النقود مخبأةً فيه؛ فيقوم المغامرون عاطف ومحب وتختخ بتحريرها، والاتصال بالمفتش سامي ويجري إلقاء القبض على عوض. | | |                                         |

| العام: 7 في السلسلة: 7 | | |                                         |
| معلومات عامة | | |                                         |
| الاسم: لغز الرسائل الغامضة | الاسم: لغز الرسائل الغامضة | الجريمة: رسائل تهديد واحتقار | المكان (الموقع):المعادي (دار السلام)    |
| الشخصيات | | |                                         |
| الضيوف: سوسن: فتاة يتيمة انتقلت للعيش فترة من الزمن في منزل عاطف (3)، الست فتنة : الشغالة في منزل عاطف، الست محفوظة: شغالة في منزل الشاويش علي، جمعة: كاتب المحكمة ويلقب بأبو مناخير | الضيوف: سوسن: فتاة يتيمة انتقلت للعيش فترة من الزمن في منزل عاطف (3)، الست فتنة : الشغالة في منزل عاطف، الست محفوظة: شغالة في منزل الشاويش علي، جمعة: كاتب المحكمة ويلقب بأبو مناخير | الضيوف: سوسن: فتاة يتيمة انتقلت للعيش فترة من الزمن في منزل عاطف (3)، الست فتنة : الشغالة في منزل عاطف، الست محفوظة: شغالة في منزل الشاويش علي، جمعة: كاتب المحكمة ويلقب بأبو مناخير | الشرطة: الشاويش علي (فرقع)، المفتش سامي |
| مختصر: تتلقى سوسن مجموعة من رسائل التهديد واتهامها بالسرقة، فتقوم بتسليمها للشاويش علي، عندها يتدخل المغامرون لحل هذا اللغز ويبدؤون بتحضير قائمة بالمشتبه بهم بعد أن عرفوا أن الرسائل ترد من دار السلام إلى المعادي. خلال المغامرة، يتنكر تختخ بعدة شخصيات للحصول على الأدلة وحل اللغز، فيما تعود سوسن إلى بيت خالتها في دار السلام، لكن الرسائل لاتلبث أن تأتي لشخصيات أخرى في المعادي؛ وبعد مجموعة من الأحداث يكتشف المغامرون أنّ الجاني إنما هو الست فتنة رغبةً منها في إعطاء العمل لأقربائها. | | |                                         |

| العام: 8 في السلسلة: 8 | | |                                                                   |
| معلومات عامة | | |                                                                   |
| الاسم: لغز الأمير المخطوف | الاسم: لغز الأمير المخطوف | الجريمة: خطف | المكان (الموقع):المعادي، عزبة القرود، وادي حوف (القاهرة وضواحيها) |
| الشخصيات | | |                                                                   |
| الضيوف: كريم: أمير إحدى البلدان الشرقية، جلال وأخواه سعد وسعيد: أولاد أخ الشاويش علي، حنجل و حنكش: مدربي قردة (قرداتي) ونشالين | الضيوف: كريم: أمير إحدى البلدان الشرقية، جلال وأخواه سعد وسعيد: أولاد أخ الشاويش علي، حنجل و حنكش: مدربي قردة (قرداتي) ونشالين | الضيوف: كريم: أمير إحدى البلدان الشرقية، جلال وأخواه سعد وسعيد: أولاد أخ الشاويش علي، حنجل و حنكش: مدربي قردة (قرداتي) ونشالين | الشرطة: الشاويش علي (فرقع)، المفتش سامي                           |
| مختصر: يقرأ تختخ في إحدى الصحف خبر اختفاء الأمير كريم في حي المعادي؛ وهذا ما يدفعه للاجتماع بالأصدقاء وجمع الأدلة للبحث عن الأمير خاصةً أنه يبلغ مثل عمرهم تقريباً (13 عاماً)؛ حيث تقودهم الأحداث لذهاب تختخ إلى عزبة القرود متنكراً بزي قرداتي علّه يجد الأمير المخطوف؛ وهناك يعرف من قرداتي صغير يدعى "حنجل" أن زعيم العصابة في وادي حوف؛ عندها يجتمع المغامرون الخمسة ويتوجهون إلى هناك لاستعادة الأمير وإخبار المفتش سامي بمكان العصابة ليتم الإلقاء على الجناة وعودة الأمير إلى وطنه. | | |                                                                   |

| العام: 9 في السلسلة: 9 |                                                                                |                                                                                |                                                                          |
| معلومات عامة |                                                                                |                                                                                |                                                                          |
| الاسم: لغز القفاز الأحمر | الاسم: لغز القفاز الأحمر                                                       | الجريمة: تجسس                                                                  | المكان (الموقع):المعادي (المعادي)                                        |
| الشخصيات |                                                                                |                                                                                |                                                                          |
| الضيوف: الأستاذ فاخر، هشام : جار الأستاذ فاخر ومحب، مفتاح: شخص يعمل في القوارب | الضيوف: الأستاذ فاخر، هشام : جار الأستاذ فاخر ومحب، مفتاح: شخص يعمل في القوارب | الضيوف: الأستاذ فاخر، هشام : جار الأستاذ فاخر ومحب، مفتاح: شخص يعمل في القوارب | الشرطة: الشاويش علي (فرقع)، المفتش سامي، أدهم: يعمل في جهاز الأمن المصري |
| مختصر: يسمع محب أحد المغامرين الخمسة كلام بائع اللبن الذي يتحدث عن عملية سرقة وخطف للمنزل المجاور لمنزلهم؛ فيهرع لإخبار تختخ وبقية المغامرين للعمل على حل اللغز وبعد سلسلة من المغامرات؛ يكتشفون أن العملية أكبر من كونها سرقة ؛ ويقوم المفتش سامي بزيارة تختخ والحديث عن جاسوس إسرائيلي يلقب بأروكليس وأمن قومي وبسبب قفاز أحمر وقع بالمصادفة من الجاسوس في منزل الأستاذ فاخر ،أدى ذلك إلى إلقاء القبض عليه و حماية البلاد من جريمة التجسس. |                                                                                |                                                                                |                                                                          |

| العام: 10 في السلسلة: 10 | | |                                         |
| معلومات عامة | | |                                         |
| الاسم: لغز القصر الأخضر | الاسم: لغز القصر الأخضر                                                                                         | الجريمة: سرقة مجوهرات                                                                                           | المكان (الموقع):المعادي (القصر الأخضر)  |
| الشخصيات | | |                                         |
| الضيوف: جلال: ابن أخ الشاويش علي، محمد سيف الدين وزوجته: بواب القصر الأخضر ويلقب بعطية، سيدة: طباخة الشاويش علي | الضيوف: جلال: ابن أخ الشاويش علي، محمد سيف الدين وزوجته: بواب القصر الأخضر ويلقب بعطية، سيدة: طباخة الشاويش علي | الضيوف: جلال: ابن أخ الشاويش علي، محمد سيف الدين وزوجته: بواب القصر الأخضر ويلقب بعطية، سيدة: طباخة الشاويش علي | الشرطة: الشاويش علي (فرقع)، المفتش سامي |
| مختصر: تصل مجموعة من الرسائل إلى منزل الشاويش علي؛ من دون معرفة المرسل ويبادر جلال لإخبار المغامرين الخمسة علّهم يستطيعون حل اللغز؛ فيتدخل المغامرون و يبدؤون معرفة التفاصيل بدءاً من معرفة ماهو القصر الأخضر الذي ورد في الرسائل؛ حتى معرفة شخصية محمد التي ذكرت أيضاً. يتنكر تختخ خلال المغامرة بشخصية روبابيكا (الشخص الذي يشتري الأدوات البالية)، ويتعرف إلى شخصية الرسول الذي يجلب الرسائل إلى منزل الشاويش التي هي "سيدة"؛ كما يتعرف على أفراد العصابة؛ التي تبيّن أنها تبحث عن مجوهرات قديمة مخبأة من قبل أحد أفرادها القدماء المتوفيين "نبيل" في القصر الأخضر؛ فيتم إلقاء القبض عليهم أثناء محاولتهم البحث عن المجوهرات واكتشاف مكانها وحل القضية. | | |                                         |

| العام: 11 في السلسلة: 11 | | |                                                       |
| معلومات عامة | | |                                                       |
| الاسم: لغز اللص الشبح | الاسم: لغز اللص الشبح | الجريمة: سرقة مجوهرات | المكان (الموقع):المعادي (عدة منازل في الحي.)          |
| الشخصيات | | |                                                       |
| الضيوف: نشوى: بنت المفتش سامي، عطوة: بائع الخبز، كامل: ساعي البريد، بائع خضار متجول،اللواء سيف الدين، عبد الحميد : الملقب "حمدي" بطل في رفع الأثقال. | الضيوف: نشوى: بنت المفتش سامي، عطوة: بائع الخبز، كامل: ساعي البريد، بائع خضار متجول،اللواء سيف الدين، عبد الحميد : الملقب "حمدي" بطل في رفع الأثقال. | الضيوف: نشوى: بنت المفتش سامي، عطوة: بائع الخبز، كامل: ساعي البريد، بائع خضار متجول،اللواء سيف الدين، عبد الحميد : الملقب "حمدي" بطل في رفع الأثقال. | الشرطة: الشاويش كرم، الشاويش علي (فرقع)، المفتش سامي. |
| مختصر: تحصل سرقة مجوهرات في وضح النهار في منزل في المعادي، ويختفي اللص فجأة ولا يترك خلفه إلا آثار أقدام عملاقة على أوحال الحديقة وآثاراً لأصابع يد ذات حجم كبير، ولا يُعرف كيف خرج اللص من موقع السرقة، ويقوم المغامرون بلقاء بائع الخبز وساعي البريد وبائع الخضار، ثم تتالى السرقات وتقود الخيوط المغامرين إلى تتبع آثار القدم الكبيرة وصولاً على اكتشاف أن بائع الخبز عطوة، صغيرَ البنية ضعيف القوام، والذي يكون دائماً موجوداً في مسرح الجرائم هو من يقوم بالسرقات مُزيفاً الأَدلة باستعمال حذاء ضخم مسروق ومستغلاً معرفته بأوقات وحركة سكان المنطقة بحكم عمله. | | |                                                       |

| العام: 12 في السلسلة: 12 | | |                                                               |
| معلومات عامة | | |                                                               |
| الاسم: لغز اختفاء الخنفس | الاسم: لغز اختفاء الخنفس | الجريمة: لص هارب من السجن | المكان (الموقع):المعادي (مدينة الملاهي - مبنى المؤتمر العلمي) |
| الشخصيات | | |                                                               |
| الضيوف: الفار: دكتور في التشريح، نازك: ابنة الفار، العجوز:حارسة في المؤتمر ووالدة لعبة، حسبو:مهرج في الملاهي، لعبة: عاملة في الملاهي | الضيوف: الفار: دكتور في التشريح، نازك: ابنة الفار، العجوز:حارسة في المؤتمر ووالدة لعبة، حسبو:مهرج في الملاهي، لعبة: عاملة في الملاهي | الضيوف: الفار: دكتور في التشريح، نازك: ابنة الفار، العجوز:حارسة في المؤتمر ووالدة لعبة، حسبو:مهرج في الملاهي، لعبة: عاملة في الملاهي | الشرطة: الشاويش علي (فرقع)، المفتش سامي                       |
| مختصر: يهرب لص مشهور يُسمى الخنفس في أثناء نقله من السجن إلى المحكمة، ويختبئ في المعادي حيث يقام مؤتمر علمي عن القوارض إلى جانبه مدينة ملاهٍ حيث يعمل أقرباء الخنفس. يطلب المفتش سامي من المغامرين المساعدة القبض على الخنفس، فينشطون في المؤتمر ومدينة الملاهي في لمراقبة أقرباء الخنفس بمشاركة نازك بنت الدكتور الفار الذي يشارك في المؤتمر ويحل ضيفاً على عائلة تختخ طوال أحداث اللغز، وينجح تختح متنكراً في الاقتراب منهم حيث يكتشف أن الخنفس موجود بينهم ومتنكر بهيئة امرأة عجوز ويصار إلى القبض عليه في الموتمر في اليوم التالي. | | |                                                               |

| العام: 13 في السلسلة: 13 | | |                                                      |
| معلومات عامة | | |                                                      |
| الاسم: لغز سرقة البنسيون | الاسم: لغز سرقة البنسيون | الجريمة: سرقة | المكان (الموقع):المعادي (بنسيون روز)                 |
| الشخصيات | | |                                                      |
| الضيوف: سكان البنسيون : (محسن:المتهم الرئيس، كامل:موظف حكومي، (علاء، كرم، فوزي، فاروق):موظفون في شركة طيران، سيد: موظف، جان: ابن أخ روز صاحبة البنسيون،السيدة دولت:سيدة مشلولة وصديقة روز، عمر: الطباخ، حسنية: الشغالة)، خطيبة محسن، فتحي: بائع اللبن | الضيوف: سكان البنسيون : (محسن:المتهم الرئيس، كامل:موظف حكومي، (علاء، كرم، فوزي، فاروق):موظفون في شركة طيران، سيد: موظف، جان: ابن أخ روز صاحبة البنسيون،السيدة دولت:سيدة مشلولة وصديقة روز، عمر: الطباخ، حسنية: الشغالة)، خطيبة محسن، فتحي: بائع اللبن | الضيوف: سكان البنسيون : (محسن:المتهم الرئيس، كامل:موظف حكومي، (علاء، كرم، فوزي، فاروق):موظفون في شركة طيران، سيد: موظف، جان: ابن أخ روز صاحبة البنسيون،السيدة دولت:سيدة مشلولة وصديقة روز، عمر: الطباخ، حسنية: الشغالة)، خطيبة محسن، فتحي: بائع اللبن | الشرطة: العسكري شكر، الشاويش علي (فرقع)، المفتش سامي |
| مختصر: تحصل سرقة في بنسيون في المعادي، وتقود الأدلة جميعها إلى اتهام محسن أحد سكان البنسيون بالسرقة ولكنه ينكر السرقة ويدعي البراءة، وتقبض الشرطة عليه استعداداً لتقديمه إلى المحاكمة، يبدأ المغامرون بمتابعة سكان البنسيون وتقصي المعلومات، ويدخل تختخ متنكراً إلى البنسيون ليقيم في شقة محسن نفسها. ومع تقدم الأحداث ينجح تختخ في اكتشاف أن كامل هو اللص الحقيقي وبأنه قد زور الأدلة ليجعل أصابع الاتهام تتوجه نحو محسن. | | |                                                      |

| العام: 14 في السلسلة: 14 | | |                                                 |
| معلومات عامة | | |                                                 |
| الاسم: لغز الوثائق السرية | الاسم: لغز الوثائق السرية                                                                                | الجريمة: سرقة وتجسس                                                                                      | المكان (الموقع):القاهرة (مكتب التصميمات الحربي) |
| الشخصيات | | |                                                 |
| الضيوف: وفيق: موظف في قسم التصميمات الحربي، حافظ: مدير قسم التصميمات الحربي، والدا تختخ، الجاسوس رقم 333 | الضيوف: وفيق: موظف في قسم التصميمات الحربي، حافظ: مدير قسم التصميمات الحربي، والدا تختخ، الجاسوس رقم 333 | الضيوف: وفيق: موظف في قسم التصميمات الحربي، حافظ: مدير قسم التصميمات الحربي، والدا تختخ، الجاسوس رقم 333 | الشرطة: المفتش سامي                             |
| مختصر: تحصل سرقة لمجموعة من الوثائق عالية الأهمية من أحد مكاتب التصميم الحربي في القاهرة، ويُعثَر على المشتبه به الرئيس (وفيق)، مصاباً إصابة بليغة في رأسه على سكة حديد المعادي وبحوزته جزء من الوثائق، وتبدأ التحقيقات للعثور على القسم المتبقي. يشارك تختخ في أغلب الأحداث وحيداً حيث يشكُّ في حافظ وتقوده الخيوط لملاحقة سيدة عجوز يكتشف لاحقاً أنها رجل متنكر هو الجاسوس رقم 333، يشارك بقية المغامرين لاحقاً في مطاردة الرجل، حيث يتعرض عاطف للخطف على يده، ثم تمتد الأحداث والمطاردة إلى مدينة الإسكندرية حيث يلقي الشرطة القبض على الجاسوس وتتمكن من استعادة بقية الوثائق. | | |                                                 |

| العام: 15 في السلسلة: 15 |                                                                                   |                                                                                   |                                                       |
| معلومات عامة |                                                                                   |                                                                                   |                                                       |
| الاسم: لغز الجزيرة المهجورة | الاسم: لغز الجزيرة المهجورة                                                       | الجريمة: القبض على مهرب دولي (4)                                                  | المكان (الموقع):الإسكندرية (5) (أبو قير و جزيرة نلسن) |
| الشخصيات |                                                                                   |                                                                                   |                                                       |
| الضيوف: شوكت: خال عاطف ولوزة، داليا وياسر: أولاد خال عاطف ولوزة، الحنش: مهرب دولي | الضيوف: شوكت: خال عاطف ولوزة، داليا وياسر: أولاد خال عاطف ولوزة، الحنش: مهرب دولي | الضيوف: شوكت: خال عاطف ولوزة، داليا وياسر: أولاد خال عاطف ولوزة، الحنش: مهرب دولي | الشرطة: الرائد سراج                                   |
| مختصر: يسافر المغامرون إلى ساحل خليج أبي قير لقضاء العطلة لدى أولاد خال عاطف. وفي خلال العطلة يزورون جزيرة نيلسن، حيث تتابع الأحداث وصولاً إلى اكتشاف كهف سري في أسفل الجزيرة يختبئ به أحد أخطر المهربين الذي كانت الشرطة تعتقد موته بعد إصابته في حاثة منذ أيام. |                                                                                   |                                                                                   |                                                       |

| العام: 16 في السلسلة: 16  |                           |                     |                                         |
| معلومات عامة              |                           |                     |                                         |
| الاسم: لغز الأمير المخطوف | الاسم: لغز الأمير المخطوف | الجريمة: تزييف نقود | المكان (الموقع): ()                     |
| الشخصيات                  |                           |                     |                                         |
| الضيوف:                   | الضيوف:                   | الضيوف:             | الشرطة: الشاويش علي (فرقع)، المفتش سامي |
| مختصر:                    |                           |                     |                                         |

| العام: 17 في السلسلة: 17  |                           |                        |                                         |
| معلومات عامة              |                           |                        |                                         |
| الاسم: لغز الأمير المخطوف | الاسم: لغز الأمير المخطوف | الجريمة: جرائم متسلسلة | المكان (الموقع): ()                     |
| الشخصيات                  |                           |                        |                                         |
| الضيوف:                   | الضيوف:                   | الضيوف:                | الشرطة: الشاويش علي (فرقع)، المفتش سامي |
| مختصر:                    |                           |                        |                                         |

## المؤلفين
- المغامرين الخمسة: (محب، لوزة، نوسة، عاطف، تختخ) المؤلف محمود سالم
- المخبرين الأربعة: (خالد، مشيرة، فلفل، طارق)
- المغامرين الثلاثة : (محسن، هادية، ممدوح)
- المغامرين الثلاثة : (عامر، عارف، عالية) المؤلف (عصمت والي)
- المغامرين الثلاثة : (ياسر، هالة، هشام) المؤلف (مصطفى أحمد مصطفى)
- المغامرين الخمسة : (وائل، ريهام، أحمد، داليا، عمرو)
- المغامرون الأثنان :(راندا ، رؤوف)
- المغامرون الأثنان :(نبيلة، هاني)
- فريق الاذكياء: (كريم، علياء، رامي، شادي) المؤلف (هشام الصياد)
- المغامرون الثلاثة (أحمد، هاني، تختخ) الأعداد من 186 إلي 190 للمؤلف ( ابن محمود سلوم)

## هوامش

الصفحة رقم 34 من لغز الجزيرة المهجورة، حيث يُشار إلى إسرائيل بأنها تقف وراء تهريب المخدرات إلى مصر.

- 1. ويسمى أيضاً جلجل، وهو ابن أخ الشاويش علي.

- 2. الصواب: القصر المُختفي، لأن القصر مُختفٍ وراء الأشجار الطويلة كما ورد في القصة، والصواب هو استعمال اسم المفعول، أمّا خفي فهي صفة مُشبهة باسم الفاعل.

- 3. جرى في معرض الحديث ذكر اسم والد عاطف ولوزة، وهو شوكت.

- 4. تذكر نصوص في اللغز في موقعين مختلفين أن إسرائيل هي من تقوم بتهريب المواد المخدرة إلى مصر.

- 5. هذه أول مغامرة تحصل أحداثها كاملةً خارج المعادي.